# Nước ngọt thịt muối
Nước ngọt thịt muối là các loại nước giải khát không cồn có hương thịt muối. Nhiều công ty tại Mỹ sản xuất các nhãn hiệu nước ngọt thịt muối bao gồm Jones Soda, Lockhart Smokehouse và Rocket Fizz.

## Các nhà sản xuất
Jones Soda và J&D's Down Home Enterprises,đều có cơ sở tại Seattle, Washington, phối hợp sản xuất thức uống hương thịt muối chứa 10 calorie mỗi khẩu phần. Thịt muối thật không được sử dụng và thực chất thì đây lại là sản phẩm ăn chay. Hương vị nhân tạo bắt chước thịt muối thật mất nhiều tháng để hoàn thiện. Tạp chí Esquire đã miêu tả sản phẩm có màu đỏ thẫm với mùi thịt muối nồng và vị ngọt đậm từ chất làm ngọt nhân tạo.
Lockhart Smokehouse ở Dallas, Texas sản xuất nhãn hiệu nước ngọt hương thịt muối tên Meat Maniac. Hương vị được miêu tả là có vị thịt muối tổng hợp, béo và ngọt. Sản phẩm cũng không có thành phần từ động vật.
Rocket Fizz, một thương hiệu kẹo tại Camarillo, California, sản xuất nước ngọt hương thịt muối dưới tên thương hiệu Lester's Fixins.